# مناخ الصين

تصنيف كوبن لمناخ الصين

المناخ في الصين قاري وموسمي. معظم أجزائها تقع في المنطقة المعتدلة، غير أن المناطق الجنوبية تقع في المنطقة الاستوائية وشبه الاستوائية، بينما المناطق الشمالية تقع في المنطقة المتجمدة. المناخ في مختلف في عدة مناطق ومعقد.

## التوزيع

### شرق الصين
من المناظر الطبيعية الوديان والرياح الموسمية، التي تسقى جيدا  في فصل الصيف (من مايو إلى سبتمبر)، أكثر من الجنوب نحو الشمال، وهي المسؤولة عن جزء كبير من كمية الأمطار التي تلتقتها المناطق الجنوبية الشرقية، كما يهيمن مناخ رطب شبه مداري في أرض تسمى أحيانا الكانتونية  ويلاحظ في تصنيف كوبن. فإن المناخ المحيطي يوجد على طول شاطئ البحر. كما يسيطر المناخ القاري الرطب على منشوريا وبكين شرق الشمالي للصين

### غرب الصين
مناخ قاحل إلى حد كبير، ما عدا في أقصى جنوب الهيمالايا، والذي يتألف من هضاب التبت والهيمالايا. وتتمتع هذه المنطقة بمناخ تندرا -في تصنيف كوبن- وشدة البرد في الشتاء والصيف. والجافة لأن الرياح الموسمية الجنوبية يتم حظرها بواسطة جبال الهملايا. على سبيل المثال: مدينة شيان. كما يهيمن المناخ الصحراوي في الغرب الشمالي مع غلبة العواصف الرملية، واختلاف درجات الحرارة حارقة في فصل الصيف وبارد جاف في الشتاء -حسب تصنيف كوبن-

## مواسم

### الصيف
الصيف في الصين مختلف تماما من الغرب إلى الشرق. هذا الأخير يتلقى الأمطار الغزيرة في فصل الصيف يتلقى في المتوسط  280 mm في يوليو / تموز في شنغهاي 121 mm و 228 mm  في  بكين. والمناخ المعتدل على طول ساحل المحيط الهادي. كما أن الصيف موسم دافئ متوسط درجات الحرارة في يوليو /تموز هو بين 28٫4 °C, و 27 °C في شنغهاي، و 26٫3 °C في بكين. في الشمال الشرقي في الصيف حار، والأمطار غير منتظمة هذه معرضة للعواصف الاستوائية التي تسبب كل عام الأضرار الناجمة عن الرياح العاتية والفيضانات.

### الشتاء
على عكس الصيف هذا الموسم يختلف من منطقة إلى أخرى. ففي أقصى الجنوب في جزيرة هاينان، والتي لديها مناخ استوائي هناك أي شهر مع متوسط درجة الحرارة أقل من 15 °C. متوسط في كانون الثاني / يناير هو 13٫8 °C في البلدة، و2٫7 °C في شنغهاي.  الشتاء معتدل ولكن يمكن أن تكون قاسية وباردة فتسبب في تساقط الثلوج في كل مكان تقريبا. تعتبر كانتون هي المدينة التي تستضيف الشتاء الأكثر صرامة في العالم، مع خطوط العرض المنخفضة (مدار)، لأن متوسط درجات الحرارة في كانون الثاني / يناير وشباط / فبراير أقل من 15 °C. أما بالنسبة هطول الأمطار، جنوب الشرق أقل من شمال الشرق البلاد. المنطقة تشهد موسم الأمطار في الفترة من منتصف فبراير إلى منتصف نيسان / أبريل، أقل وضوحا بكثير مصحوبة بالرطوبة العالية.